# مانابو إكيدا
مانابو إكيدا (باليابانية: 池田 学) (3 يوليو 1980 في إباراكي في اليابان – )؛ هو لاعب كرة قدم ياباني سابق كان يلعب كمدافع.

## وصلات خارجية
- مانابو إكيدا على موقع رابطة كرة القدم اليابانية للمحترفين (اليابانية)
- مانابو إكيدا على موقع عالم كرة القدم.نت (الإنجليزية)